# تورنس ۲۶۱۴
سیارک ۲۶۱۴ (به انگلیسی: 2614 Torrence، نامگذاری:1980LP) دو هزار و ششصد و چهاردهمین سیارک کشف شده‌ است که در ۱۱ ژوئن ۱۹۸۰ کشف شد.
قدر مطلق سیارک برابر ۱۳٫۳۰ است.